# SC-3000
SC-3000 foi um computador doméstico fabricado pela Sega equivalente ao videogame SG-1000. Foi vendido por ¥29.800 em 1983 e anunciado como um computador para iniciantes. Graças a compatibilidade com os jogos desenvolvidos para SG-1000 e devido a capacidade de utilizar aplicativos típicos de computadores, vendeu mais unidades que o SG-1000. Além disso, seus usuários podiam criar seus próprios softwares e jogos na própria máquina.
O SC-3000H, vendido originalmente por ¥33.800, era uma versão melhorada do sistema original, com mais memória RAM e um teclado melhorado (a versão original era equipado com um teclado de membrana). Entre os acessórios disponíveis para o computador estavam uma unidade de síntese de voz, uma caneta óptica e uma extensão chamada SF-7000 que acrescentava 64KB de memória RAM, 8KB de memória ROM, um drive de disquete, uma porta paralela Centronics e uma porta serial RS232.

## Especificações técnicas

### SC-3000
Lançado em Novembro de 1983
- CPU: Microprocessador NEC 780C a 4 MHz
- RAM: 16 Kb
- VRAM: 16 Kb
- ROM: 18 Kb
- Resolução modo texto: 40x25
- Resolução modo gráfico: 256X192
- Cores na paleta: 16 (15 tonalidades para cada cor)
- Som: MONO / 6 Canais
- Portas: RGB, Audio, Controle/Joystick (2), Cartucho (2), Slot de Expansão
- Controles: SJ 300 / SJ 400
- Gravador de Cassete: SR 1000
- Disquete de 3"
- Impressora de 4 cores: SP 400

### SC-3000H
- CPU: Microprocessador NEC 780C a 4 MHz
- RAM: 32 a 48 Kb
- VRAM: 16 Kb
- ROM: 32 Kb
- Resolução modo texto: 40x25
- Resolução modo gráfico: 256X192
- Cores na paleta: 16 (15 tonalidades para cada cor)
- Som: MONO / 6 Canais
- Portas: RGB, Audio, Controle/Joystick (2), Cartucho (2), Slot de Expansão
- Controles: SJ 300 / SJ 400
- Gravador de Cassete: SR 1000
- Disquete de 3"
- Impressora de 4 cores: SP 400